# Basketmakercultuur
De Basketmakercultuur was een precolumbiaanse archeologische cultuur in  het Zuidwesten van de Verenigde Staten. Ze begon rond 1.500 voor Christus en eindigde ongeveer 750 na Christus met het begin van het Pueblotijdperk. De cultuur werd "Basketmaker" ofwel mandenmaker genoemd vanwege het grote aantal vondsten van manden op de archeologische vindplaatsen.

## Bevolking
Goed bewaarde mummies die in droge grotten zijn gevonden, geven inzicht in de oude mandenmakers. De vrouwen waren ongeveer 1,5 meter lang, mannen 8 tot 10 centimeter langer. Ze hadden een lang, smal gezicht en een gemiddeld tot stevig postuur. Hun huid varieerde van licht tot donkerbruin en ze hadden bruin tot zwart haar en ogen. Sommige mannen bezaten een opvallende haardracht, vrouwen daarentegen zelden. Het haar van vrouwen werd mogelijk kort geknipt. Aanzienlijke hoeveelheden touw gemaakt van mensenhaar zijn gevonden, en aangezien het meer voorkwam dat mannen mooie kapsels hadden, kan het haar voor touw afkomstig geweest zijn van de vrouwen.
De Basketmakers droegen sandalen van geweven yucca-vezels of stroken bladeren. Er is weinig bewijs van kleding, afgezien van een paar lendendoeken die op archeologische vindplaatsen zijn gevonden. Het is mogelijk dat de vrouwen bij speciale gelegenheden een schort droegen. Huiden of dekens gemaakt van yucca-vezels en konijnenbont waren waarschijnlijk voor warmte.
Zowel mannen als vrouwen droegen kettingen, armbanden en hangers van schelp, steen, been en gedroogde bessen. Schelpen, zoals zeeoren, Conus en Olivella van de kust van de Grote Oceaan, zouden via handel zijn verkregen.

## Periodisering
In het Early Basketmaker II-tijdperk leefden mensen een semi-nomadische levensstijl van jager-verzamelaars, met de introductie van de teelt van maïs, wat leidde tot een meer gevestigd leven. Sommige van de vroege mensen woonden in rotsschuilplaatsen in het San Juan-bekken. Het opgraven van hun sites leverde een groot aantal manden op, evenals maïs en bewijzen van menselijke begrafenissen.
Pas in het Late Basketmaker II-tijdperk (ongeveer 50 - 500 n.Chr.) leefden mensen in permanente woningen, eenvoudige kuilhuizen gemaakt van takken, boomstammen en aarde. Tijdens het laatste deel van deze periode werd gebakken aardewerk geïntroduceerd. Vanwege regionale en evolutionaire verschillen leverde dit een grote bijdrage aan het dateren en indelen van archeologische opgravingen. 
Tijdens het Basketmaker III-tijdperk (ongeveer 500-750 n.Chr.)  verving de pijl en boog de speer (atlatl), die sinds de archaïsche periode van Amerika werd gebruikt. Dit vergemakkelijkte de jacht aanzienlijk.
De eropvolgende Pueblo-periode zag de introductie van bovengrondse stenen woningen met meerdere kamers, efficiëntere stenen werktuigen, kledingstukken gemaakt van katoen of kalkoen-veren en de introductie van de ceremoniële kiva.